# Бальна книжка

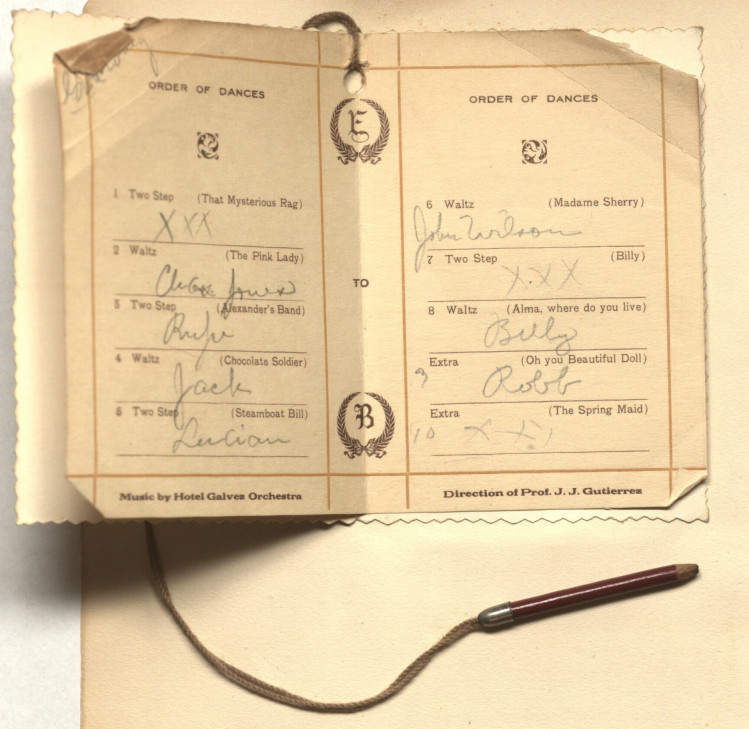
Бальна книжка.1912 р.

Бальна книжка, або карне (фр. Carnet de bal, нім. Tanzkarte) — дамський бальний аксесуар, маленька книжечка, яка використовувалася для того, щоб записувати імена чоловіків та номер танцю.

## Історія
Бальні книжки з'явилися у XVIII столітті, але використовування їх поширилось лише у XIX столітті у Відні. Згодом отримали визнання в Європі, США та Росії. Згідно з Оксфордським словником англійської мови, перше опубліковане використання терміна англійською мовою було у 1892 році. Традиція їх використання зберігалася до другої половини XX століття.

## Опис
Зазвичай, бальна книжка мала вигляд невеликого записничка, до якого прикріплявся олівець. Вони відрізнялися своєю елегантністю, вишуканістю та незвичайним декоруванням. Обкладинка могла бути срібною, шкіряною або кістяною. Прикрасами слугували дорогоцінні камені, перламутр, золота монограма власниці. Сторінки книжки виготовлялися, як правило, зі слонової кістки: зроблені на них записи можна було стерти і знову використовувати книжечку на наступному балу, проте і паперові аналоги були поширені.
Для зручності книжечки були маленькими, не більш ніж долоня. До них прикріплювалися ланцюжки, щоб леді мали змогу носити їх на зап'ястку.
Часто такі книжечки виготовлялися на замовлення ювелірами. Багатство обробки свідчило про соціальний статус і рівень забезпеченості власниці.

## Використання
Усередині карне записувалися назва та номери танців. Ще до початку балу кавалер міг запросити даму на певний танець, а вона записувала його прізвище у відповідному рядку. Якщо, з якоїсь причини, дама відмовляла кавалерові, вона повинна була пропустити цей танець: вважалося непристойним відразу ж після відмови приймати запрошення іншого чоловіка.
Багато панянок вважали бальну книжку списком своїх любовних досягнень, оскільки записи в них свідчили про увагу й симпатію чоловіків до власниці, а порожні сторінки, навпаки, говорили про непопулярність дівчини на балу.